# Occultic;Nine
Occultic;Nine (オカルティック・ナイン, Okarutikku Nain) é uma série de light novels japonesa escrita por Chiyomaru Shikura, o criador de Steins;Gate. A série é licenciada em inglês pelo J-Novel Club. Um mangá, ilustrado por Ganjii, começou a ser vendido em outubro de 2015. Uma adaptação da série de televisão de anime por A-1 Pictures começou a ser exibida em 9 de outubro de 2016 e terminou em 25 de dezembro de 2016.

## Enredo
A história segue nove indivíduos idiossincráticos, ligados pelo blog ocultista "Choujou Kagaku Kirikiri Basara", escrito pelo estudante do segundo ano do ensino médio Yuuta Gamon, de 17 anos. Pequenas incongruências que ocorrem em torno desses nove acabam levando a um evento maior, inimaginável, que pode alterar o que é considerado senso comum neste mundo.